# Gustaf Horn (död 1673)
Gustaf Horn, född omkring 1627, död 1673, var en svensk militär. Han var sonson till Jöran Henriksson Horn samt far till Arvid och Christer Horn.
Horn blev student vid Åbo akademi 1640, vid Uppsala universitet 1641, vid Greifswalds universitet 1644 och vid Strassburgs universitet 1650. Han blev ryttmästare sistnämna år och överstelöjtnant 1656. Horn blev överste och chef för Österbottens infanteriregemente 1660. Han deltog i ständermötet i Åbo 1657 och i riksdagen i Stockholm 1660. Horn skrev sig till Vuorentaka i Halikko socken och Liesniemi i Sagu socken, vilka han ärvde efter sina farbröder. Han fick hemman i Kangasala socken i förläning. Horn begrovs 1674 i Åbo domkyrka.